# Juho Ojala
Juho Ojala (* 17. März 1995 in Kuusamo) ist ein ehemaliger finnischer Skispringer.

## Werdegang
Sein internationales Debüt gab Ojala mit seinem Start beim Europäischen Olympischen Winter-Jugendfestival 2011 in Liberec. Nach einem 26. Platz im Einzelspringen gewann er dabei mit der Mannschaft die Silbermedaille. Im August 2011 startete der Finne erstmals im FIS-Cup, konnte aber mit Plätzen jenseits der Top 30 in Szczyrk noch nicht überzeugen. Erst zum Beginn des Winters 2011/12 gelang ihm der Sprung in die Punkteränge erstmals mit einem 11. Platz in Notodden. Bei den Junioren-Weltmeisterschaften 2012 im türkischen Erzurum erreichte er Rang sieben mit der Mannschaft. Am 11. August 2012 gab Ojala in Kuopio sein Debüt im Skisprung-Continental-Cup. In seinen ersten Springen blieb er dabei jedoch ohne einen Punkterfolg. Im Januar 2013 startete er bei den Junioren-Weltmeisterschaften in Liberec und sprang im Einzel auf den 16. Platz, bevor er mit der Mannschaft einen schwachen achten Rang erreichte. Am 2. März 2014 sprang er im schwedischen Falun als 28. erstmals in die Punkteränge und sicherte sich so in der Winter-Continental-Cup Wertung Rang 142 und in der Gesamtwertung Rang 174.
Am 13. August 2015 startete Ojala in Courchevel erstmals zu einer Qualifikation im Rahmen des Skisprung-Grand-Prix. Nach Disqualifikation verpasste er aber den Wettbewerb. Anfang September reiste er mit der Mannschaft zum Grand-Prix-Springen nach Tschaikowski und sprang dort in beiden Wettbewerben in die Punkteränge, womit er sich in der Gesamtwertung des Grand Prix 2015 auf Platz 84 platzieren konnte. Für den Winter 2015/16 erhielt er erneut einen Startplatz im B-Kader und damit im Continental Cup. Ende Januar 2016 verpasste er in Sapporo bei seiner ersten Weltcup-Qualifikation den Wettbewerb nur knapp. Vier Wochen später gehörte er beim Weltcup in Lahti zum finnischen Starterfeld und erreichte bei seinem Debüt im Skisprung-Weltcup den 44. Platz. Einen Tag später wurde er mit der Mannschaft in Kuopio beim Teamweltcup Achter. Nachdem er in den Einzelweltcups jedoch ohne Punkte geblieben war, beendete er die Saison im Continental Cup. Bis Ende 2019 war Ojala dort sowie im FIS-Cup aktiv, trat danach aber nicht mehr bei internationalen Wettkämpfen in Erscheinung.

## Statistik

### Grand-Prix-Platzierungen
| Saison | Platz | Punkte |
| ------ | ----- | ------ |
| 2015   | 84.   | 003    |

### Continental-Cup-Platzierungen
| Saison  | Sommer | Sommer | Winter | Winter | Gesamt | Gesamt |
| Saison  | Platz  | Punkte | Platz  | Punkte | Platz  | Punkte |
| ------- | ------ | ------ | ------ | ------ | ------ | ------ |
| 2013/14 | –      | –      | 142.   | 003    | 174.   | 003    |
| 2014/15 | 087.   | 013    | 119.   | 007    | 136.   | 020    |
| 2015/16 | –      | –      | 119.   | 002    | 159.   | 002    |
| 2017/18 | 084.   | 014    | 106.   | 008    | 123.   | 022    |
| 2018/19 | –      | –      | 115.   | 001    | 146.   | 001    |